# 8974 Ґреґарія
8974 Ґреґарія (8974 Gregaria) — астероїд головного поясу, відкритий 25 вересня 1973 року.
Тіссеранів параметр щодо Юпітера — 3,664.